# Selección femenina de hockey sobre hielo de los Estados Unidos
La selección femenina de hockey sobre hielo de los Estados Unidos es el equipo femenino de hockey sobre hielo que representa a Estados Unidos. El equipo es representado por la USA Hockey, la asociación de hockey sobre hielo de Estados Unidos, miembro de la IIHF. Obtuvo la medalla de oro en los Juegos Olímpicos de 2018.

## Historial

### Juegos Olímpicos
| Partidos            | PJ | PG | PP | PE | GF | GC | Entrenador   | Capitana                | Ronda                        | Posición                            |
| ------------------- | -- | -- | -- | -- | -- | -- | ------------ | ----------------------- | ---------------------------- | ----------------------------------- |
| Nagano 1998         | 6  | 6  | 0  | 0  | 36 | 8  | Ben Smith    | Cammi Granato           | Final                        | Medalla de oro, Juegos Olímpicos    |
| Salt Lake City 2002 | 5  | 4  | 1  | 0  | 33 | 4  | Ben Smith    | Cammi Granato           | Final                        | Medalla de plata, Juegos Olímpicos  |
| Turín 2006          | 5  | 4  | 1  | 0  | 24 | 6  | Ben Smith    | Krissy Wendell-Pohl     | Partido de medalla de bronce | Medalla de bronce, Juegos Olímpicos |
| Vancouver 2010      | 5  | 4  | 1  | —  | 40 | 4  | Mark Johnson | Natalie Darwitz         | Final                        | Medalla de plata, Juegos Olímpicos  |
| Sochi 2014          | 5  | 3  | 2  | —  | 22 | 8  | Katey Stone  | Meghan Duggan           | Final                        | Medalla de plata, Juegos Olímpicos  |
| Pyeongchang 2018    | 5  | 4  | 1  | —  | 17 | 5  | Robb Stauber | Meghan Duggan           | Final                        | Medalla de oro, Juegos Olímpicos    |
| Pekín 2022          | 7  | 5  | 0  | 2  | 31 | 10 | Joel Johnson | Kendall Coyne Schofield | Final                        | Medalla de plata, Juegos Olímpicos  |

### Campeonatos Mundiales
- 1990 -  Plata
- 1991 - Torneo no celebrado
- 1992 -  Plata
- 1993 - Torneo no celebrado
- 1994 -  Plata
- 1995 - Torneo no celebrado, Estados Unidos participó en la Pacific Rim Championship
- 1996 - Torneo no celebrado, Estados Unidos participó en la Pacific Rim Championship
- 1997 -  Plata
- 1998 - Torneo no celebrado debido a los Juegos Olímpicos de Invierno 1998
- 1999 -  Plata
- 2000 -  Plata
- 2001 -  Plata
- 2002 - Torneo no celebrado debido a los Juegos Olímpicos de Invierno 2002
- 2003 - Torneo no celebrado debido a la crisis del SARS
- 2004 -  Plata
- 2005 -  Oro
- 2006 - Torneo no celebrado debido a los Juegos Olímpicos de Invierno 2006
- 2007 -  Plata
- 2008 -  Oro
- 2009 -  Oro
- 2010 - Torneo no celebrado debido a los Juegos Olímpicos de Invierno 2010
- 2011 -  Oro
- 2012 -  Plata
- 2013 -  Oro
- 2014 - Torneo no celebrado debido a los Juegos Olímpicos de Invierno 2014
- 2015 -  Oro
- 2016 -  Oro
- 2017 -  Oro
- 2018 - Torneo no celebrado debido a los Juegos Olímpicos de Invierno 2018
- 2019 -  Oro
- 2020 - Torneo cancelado debido a la pandemia de coronavirus[4]
- 2021 -  Plata

### 3/4 Nations Cup
- 1996 -  Plata
- 1997 -  Oro
- 1998 -  Plata
- 1999 -  Plata
- 2000 -  Plata
- 2001 - No participó debido al 11S
- 2002 -  Plata
- 2003 -  Oro
- 2004 -  Plata
- 2005 -  Plata
- 2006 -  Plata
- 2007 -  Plata
- 2008 -  Oro
- 2009 -  Plata
- 2010 -  Plata
- 2011 -  Oro
- 2012 -  Oro
- 2013 -  Bronce
- 2014 -  Plata
- 2015 -  Oro
- 2016 -  Oro
- 2017 -  Oro
- 2018 -  Oro
- 2019 - Torneo cancelado debido a las diputas contractuales entre la Asociación Sueca de Hockey sobre hielo y la Selección femenina de Suecia

### Pacific Rim Championship
- 1995 -  Plata
- 1996 -  Plata

## Plantilla actual
Plantilla para el Juegos Olímpicos de Pekín 2022.
| N.º | Pos. | Nombre                      | Altura | Peso  | Fecha de nacimiento                | Equipo                        |
| --- | ---- | --------------------------- | ------ | ----- | ---------------------------------- | ----------------------------- |
| 35  | POR  | Maddie Rooney               | 1.65 m | 66 kg | 24 de mayo de 1999 (26 años)       | PWHPA Minnesota               |
| 33  | POR  | Alex Cavallini              | 1.7 m  | 70 kg | 3 de enero de 1992 (33 años)       | PWHPA Minnesota               |
| 29  | POR  | Nicole Hensley              | 1.68 m | 70 kg | 23 de junio de 1994 (30 años)      | PWHPA New Hampshire           |
| 15  | DEF  | Savannah Harmon             | 1.60 m | 67 kg | 27 de octubre de 1995 (29 años)    | PWHPA Minnesota               |
| 2   | DEF  | Lee Stecklein               | 1.83 m | 77 kg | 23 de abril de 1994 (31 años)      | PWHPA Minnesota               |
| 3   | DEF  | Cayla Barnes                | 1.57 m | 63 kg | 7 de enero de 1999 (26 años)       | Boston Coll.                  |
| 5   | DEF  | Megan Keller                | 1.80 m | 75 kg | 1 de mayo de 1996 (29 años)        | PWHPA New Hampshire           |
| 9   | DEF  | Megan Bozek                 | 1.73 m | 80 kg | 27 de marzo de 1991 (34 años)      | Shenzhen KRS Vanke Rays       |
| 19  | DEF  | Jincy Dunne                 | 1.68 m | 70 kg | 15 de mayo de 1997 (28 años)       | PWHPA New Hampshire           |
| 4   | DEF  | Caroline Harvey             | 1.70 m | 73 kg | 14 de octubre de 2002 (22 años)    | North American Hockey Academy |
| 11  | DEL  | Abby Roque                  | 1.70 m | 82 kg | 25 de septiembre de 1997 (27 años) | PWHPA Minnesota               |
| 12  | DEL  | Kelly Pannek                | 1.73 m | 75 kg | 29 de diciembre de 1995 (29 años)  | PWHPA Minnesota               |
| 14  | DEL  | Brianna Decker              | 1.63 m | 67 kg | 13 de mayo de 1991 (34 años)       | PWHPA New Hampshire           |
| 16  | DEL  | Hayley Scamurra             | 1.73 m | 73 kg | 14 de diciembre de 1994 (30 años)  | PWHPA New Hampshire           |
| 18  | DEL  | Jesse Compher               | 1.73 m | 68 kg | 1 de julio de 1999 (25 años)       | Boston Univ.                  |
| 20  | DEL  | Hannah Brandt               | 1.68 m | 68 kg | 27 de noviembre de 1993 (31 años)  | PWHPA Minnesota               |
| 21  | DEL  | Hilary Knight               | 1.80 m | 78 kg | 12 de julio de 1989 (35 años)      | PWHPA Minnesota               |
| 24  | DEL  | Dani Cameranesi             | 1.65 m | 70 kg | 30 de junio de 1995 (29 años)      | PWHPA Minnesota               |
| 25  | DEL  | Alex Carpenter              | 1.70 m | 70 kg | 13 de abril de 1994 (31 años)      | Shenzhen KRS Vanke Rays       |
| 26  | DEL  | Kendall Coyne Schofield – C | 1.57 m | 57 kg | 25 de mayo de 1992 (33 años)       | PWHPA Minnesota               |
| 28  | DEL  | Amanda Kessel               | 1.68 m | 59 kg | 28 de agosto de 1991 (33 años)     | PWHPA New Hampshire           |
|     | DEL  | Grace Zumwinkle             | 1.75 m | 75 kg | 23 de abril de 1999 (26 años)      | Univ. of Minnesota            |
| 37  | DEL  | Abbey Murphy                | 1.65 m | 66 kg | 3 de mayo de 1998 (27 años)        | Univ. of Minnesota            |

## Instalaciones
Para los Juegos Olímpicos de 2010, el programa de desarrollo y de entrenamiento del equipo estaba localizado en Blaine, Minesota, en el Schwan Super Rink, la instalación de hielo más grande del mundo. Para las Olimpiadas de 2014, el centro de entrenamiento estaba localizado en Gran Boston en el Edge Sports Center en Bedford, Massachusetts, mientras que el resto de las instalaciones deportivas se encontraban en el Mike Boyle Strength & Conditioning Center en Woburn, Massachusetts.

## Amenaza de boicot al Campeonato Mundial 2017
El 15 de marzo de 2017, las jugadoras de la selección nacional estadounidense anunciaron que boicotearían el Campeonato Mundial 2017 debido al apoyo y a las condiciones desiguales al hockey femenino si USA Hockey no les concedían sus peticiones. Miembros del equipo, incluida la capitana Meghan Duggan, hicieron declaraciones públicas sobre los salarios bajos y malas condiciones para las jugadoras. El equipo fue públicamente apoyado por las asociaciones de jugadores de la NBA, WNBA, MLB y la NHLPA. El 28 de marzo de 2017, las jugadoras acordaron jugar en el Campeonato Mundial después de que USA Hockey accediera a aumentar el salario y apoyar al desarrollo del hockey femenino.